# Wonsam

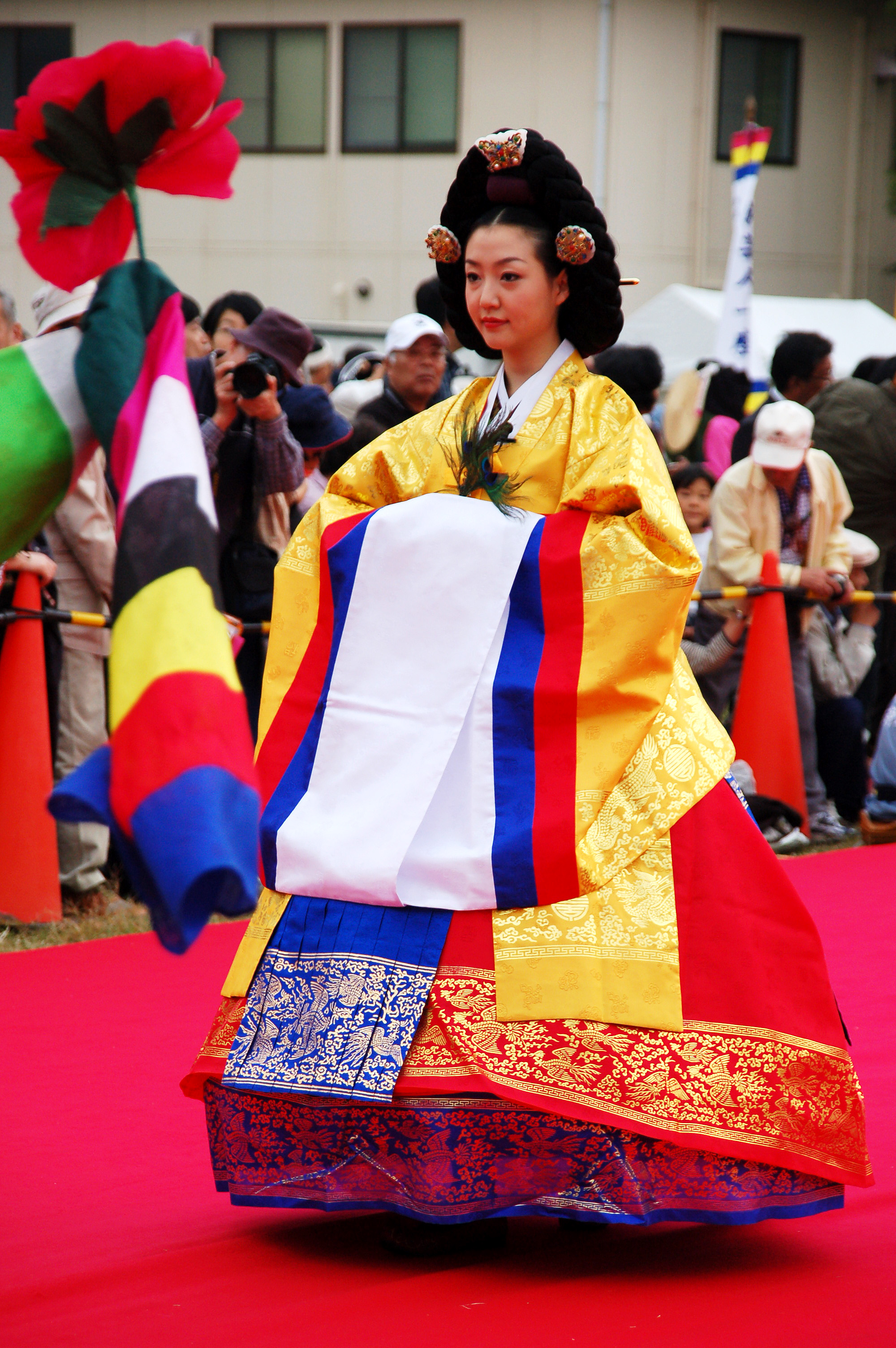
Una donna che indossa un wonsam dorato da imperatrice.

Il wonsam (원삼?, 圓衫?) è un indumento cerimoniale coreano, usato dalle donne di alto rango della dinastia Joseon come soprabito dell'hanbok, e dalla gente comune come abito nuziale.

## Storia
Nomi alternativi del wonsam sono daeui (대의?, 大衣?), daesu (대수?, 大袖?) e jangsam (장삼?, 長衫?). Si ritiene che sia stato importato in Corea nel quarto anno di regno di Munmu di Silla (664) dalla vicina dinastia Tang, nell'ambito di una riforma degli abiti cerimoniali, entrando a far parte delle usanze nazionali in seguito. Un'altra teoria è che si tratti di un'evoluzione della dansam, una giacca sfoderata risalente al primo periodo Joseon, la quale, tra i regni di Munjong (r. 1450-1452) e Seonjo (r. 1567-1608), veniva inviata in regalo alla regina di Corea dalla dinastia Ming per festeggiare l'incoronazione del nuovo sovrano, e che per qualche tempo venne chiamata anch'essa wonsam.
Il wonsam si è evoluto nel tempo, e possono essere individuate quattro fasi in cui questo cambiamento è avvenuto:
- XV-XVI secolo: il wonsam di questo periodo era una vestaglia simile al danryeong, con un colletto tondo, delle pieghe laterali (mu) con molteplici pieghettature interne, maniche dritte a tubo e una cintura;
- Inizio-medio XVII secolo: il danryeong subì numerose modifiche in brevissimo tempo, dando origine a molti stili differenti, che lo portarono a somigliare al wonsam definitivo;
- Medio XVII secolo-XIX secolo: la forma del wonsam divenne più stabile, adottando due colletti simmetrici, maniche grandi e ampie con strisce colorate, e pieghe laterali (mu) senza molteplici pieghettature interne. Divenne inoltre un indumento a doppio strato e apparvero nuovi colori come il blu scuro e il verde;
- Tardo XIX secolo-XX secolo: si consolidò uno standard per le caratteristiche e i tessuti del wonsam, che si differenziò in veste cerimoniale per la corte reale e abito nuziale del popolo.

## Caratteristiche

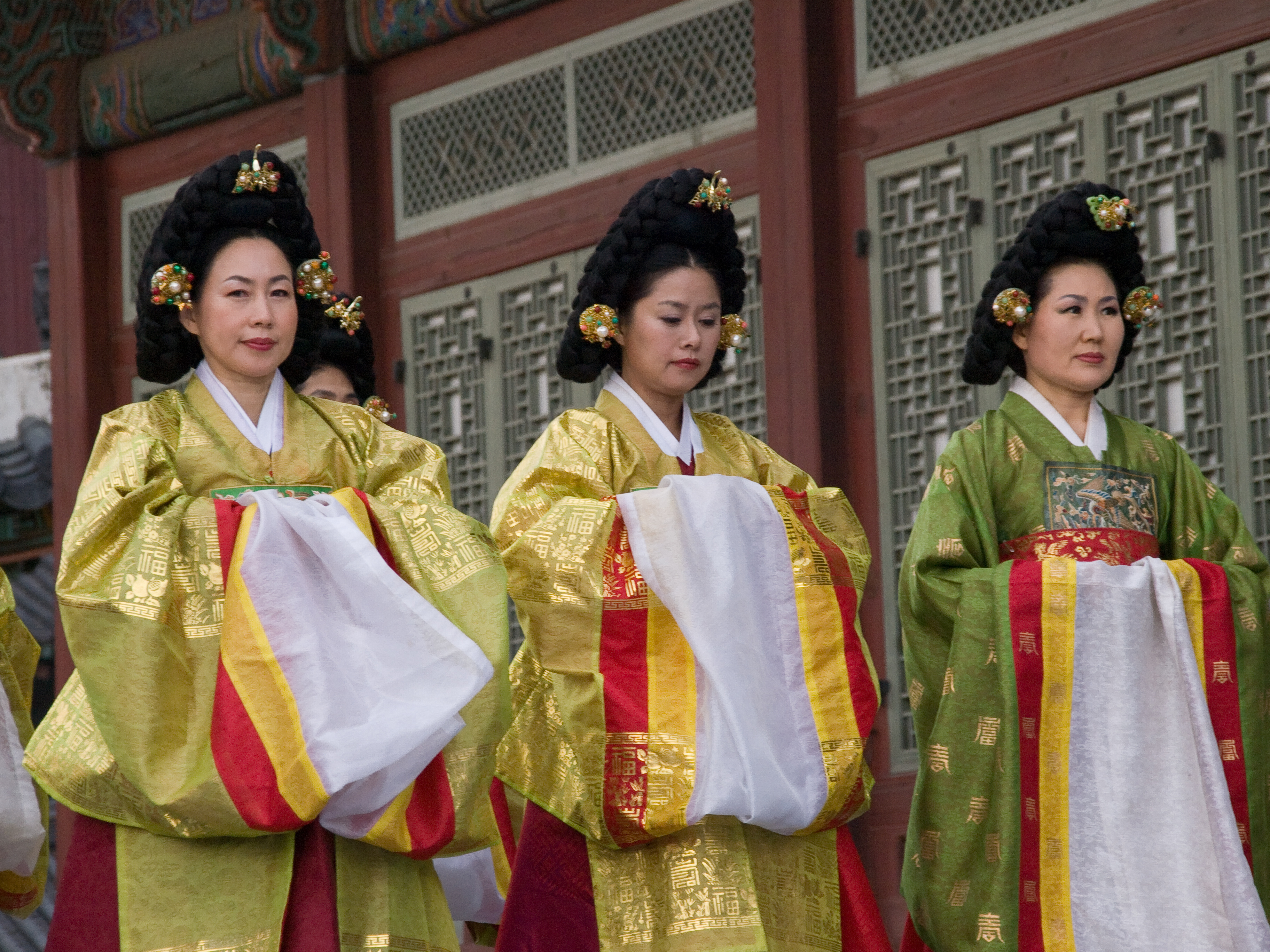
Wonsam indossati durante una ricostruzione storica.

Il tessuto usato per confezionarlo variava in base alla stagione: dan (una seta spessa con la superficie lucida grazie alla trama satinata) in inverno, sa (una seta a trama larga) in estate. Aveva degli spacchi laterali, e la parte frontale era più corta rispetto a quella posteriore, coprendo appena le ginocchia. Veniva indossato tanto dalle donne della famiglia reale quanto dalle dame di corte di alto rango e dalle aristocratiche. Colore e decorazioni ne identificavano il rango: quello dell'imperatrice era dorato, quello della regina rosso, quello delle concubine magenta, quello delle principesse verde. Le maniche del wonsam dell'imperatrice erano decorate da due strisce ampie 5,5 cm, una rossa e una blu, e alle estremità veniva cucita una hansam, una manica bianca da circa 70 cm che scendeva a coprire le mani dell'indossatrice. L'hansam era presente anche nel wonsam della regina e delle principesse. Al di sotto, le donne della famiglia reale indossavano una jeogori (giacca) e una chima (gonna larga) decorata con foglia oro.
Mentre la regina, la principessa consorte e la moglie del primogenito del principe ereditario lo portavano per le piccole cerimonie, per le mogli degli alti funzionari e le dame di corte era l'abito delle grandi occasioni. Il wonsam verde era l'abito nuziale della gente comune.
Oltre che apparire nelle occasioni festive, fungeva anche da sudario secondo la credenza che, se era stato usato in almeno tre matrimoni, il defunto sarebbe asceso al paradiso. Anche le sciamane indossavano un wonsam durante l'esecuzione del rito dedicato al dio custode della famiglia, per proteggere la casa dagli spiriti maligni.